# Barátságos számok
A számelméletben azokat a számpárokat, amelyekre igaz, hogy az egyik szám önmagánál kisebb osztóinak összege a másik számmal egyenlő és fordítva, barátságos számoknak hívjuk. A társas számok speciális esetei.
Ilyen például a (220; 284) számpár.
220 önmagánál kisebb osztói: 1, 2, 4, 5, 10, 11, 20, 22, 44, 55, 110.
1 + 2 + 4 + 5 + 10 + 11 + 20 + 22 + 44 + 55 + 110 = 284
284 önmagánál kisebb osztói: 1, 2, 4, 71, 142.
1 + 2 + 4 + 71 + 142 = 220.
A barátságos számpárok 2 periódusú osztóösszeg-sorozatot alkotnak.
A barátságos számpárok közül a kisebb mindig bővelkedő, a nagyobb pedig hiányos szám. (Azokat a számokat, ahol az osztók összege kisebb a számnál, hiányos számoknak nevezzük, amelyeknél nagyobb, azokat bővelkedő számoknak, amelyeknél pedig egyenlő, tökéletes számoknak hívjuk.)

## Történetük
A bővelkedő, hiányos, tökéletes szám és a barátságos számok az ókori görögöktől származnak, akik az ilyen számoknak különleges jelentőséget tulajdonítottak. Már ők is ismerték a 220, 284 párt. Püthagorasz szerint a barát: egy másik én, mint a 220 és a 284.
Pierre de Fermat egy Marin Mersenne-nek 1636-ban írt levelében megírta, hogy a 17 296 és a 18 416 is barátságos számpár. Walter Borho szerint ezt a számpárt már Ibn al-Banna (1265-1321) és Kamaladdin Farist is megtalálta a 14. században.

## Szábit ibn Kurra tétele
Szábit ibn Kurra (9. század) tétele szerint könnyű barátságos számpárokat találni:
Legyen n rögzített, x = 3·2n−1, y = 3·2n−1−1 és z = 9·22n−1−1. Ha x, y és z prímek, akkor az a = 2n·x·y és a b = 2n·z számok barátságos számpárt alkotnak.
Példák:
- n = 2, ekkor x = 11, y = 5, z = 71. Ebből adódik a

a = 4 · 11 · 5 = 220
b = 4 · 71 = 284
számpár.
- n = 3-ra z = 287 = 7 · 41, nem prím, az n=3 eset nem ad barátságos számpárt.
- n = 4-re a Fermat által is ismert számpár adódik.
- Az n = 7 esettel Descartes foglalkozott, így talált rá 1638-ban a 9 363 584 és a 9 437 056 alkotta párra. Borho szerint ezt a számpárt már 1600-ban ismerte Muhammad Bákir Jazdi.

Ma már azt is tudjuk, hogy ezzel a tétellel n ≤ 191600 esetén nem adódik több barátságos számpár.

## Szábit tételének általánosítása
Szábit tételét Leonhard Euler általánosította:
Legyen n egy adott természetes szám, {\displaystyle x=f\cdot 2^{n}-1,y=f\cdot 2^{n-k}-1} és {\displaystyle z=f^{2}\cdot 2^{2n-k}-1}, ahol {\displaystyle f=2^{k}+1} és {\displaystyle n>k>0}.
Ha x, y és z prímek, akkor {\displaystyle a=2^{n}\cdot x\cdot y} és {\displaystyle b=2^{n}\cdot z} barátságos számpár.
k=1 esetén visszakapjuk Szábit ibn Kurra tételét.
1747-ben Euler további 30 barátságos számpárt talált, és ezeket megírta a De numeris amicabilibus című könyvében. Három évvel később további 34 párral bővítette a listát, amiből később két pár hamisnak bizonyult.
1830-ban Adrien-Marie Legendre még egy párt talált.
1866-ban a 16 éves olasz B. Niccolò I. Paganini (nem a hegedűvirtuóz) megtalálta az 1184 és 1210 alkotta barátságos párost, amit addig nem ismertek. Ez a második legkisebb barátságos számpár.
1946-ban Escott kiadta az 1943-ig megismert barátságos számpárok 233 tagú listáját.
1985-ben Hermanus Johannes Joseph te Riele (Amszterdam) kiszámította az összes 1010-nél kisebb számpárt, összesen 1427 párt.

## Borho tétele
Borho tételével újabb barátságos számpárokat találhatunk:
Legyen A és B barátságos számpár, ahol A = a·u és B = a·s, s prím, továbbá p = u+s+1 is prím, ami nem osztója a-nak. a.
Ekkor: egy rögzített n természetes számmal, ha q1 = (u+1)pn-1 és q2 = (u+1)(s+1)pn-1 is prím, akkor A1 = Apnq1 és B1 = apnq2 barátságos számpárt alkot.
Példák:
A = 220 = 22 · 55 és B = 284 = 22 · 71 barátságos számok.
Ebből a = 4, u = 55 és s = 71, s prím.
p = 127 prím, és nem a = 4 osztója.
- n = 1: q1 = 56 · 127 - 1 = 7111 = 13 · 547 nem prím. n = 1 esetén tehát nem adódik újabb barátságos számpár.
- n = 2: q1 = 903 223 és q2 = 65 032 127 mindkettője prím. Ebből: A1 = 220 · 1272 · 903 223 és B1 = 4 · 1272 · 65 032 127 barátságos számok.

Walter Borho, a Wuppertal Egyetem professzora ezzel a tételével további 10 455 barátságos számpárt talált.
2003 februárjában több mint 4 millió barátságos számpár volt ismert. Közülük a legnagyobb szám 5577 jeggyel írható le tízes számrendszerben. Erdős Pál egy sejtése szerint végtelen sok barátságos szám van.
(220;284) (1184;1210) (2620;2924) (5020;5564) (6232;6368) (10744;10856) (12285;14595) (17296;18416) (66928;66992) (67095;71145) (63020;76084) (69615;87633) (79750;88730) (122368;123152) (100485;124155) (122265;139815) (141664;153176) (142310;168730) (171856;176336) (176272;180848) (196724;202444) (185368;203432) (280540;365084) (308620;389924) (356408;399592) (319550;430402) (437456;455344) (469028;486178) (503056;514736) (522405;525915) (643336;652664) (600392;669688) (609928;686072) (624184;691256) (635624;712216) (667964;783556) (726104;796696) (802725;863835) (879712;901424) (898216;980984) (A063990 sorozat az OEIS-ben)

## Rokon fogalmak

### Valódi barátságos számok
A valódi barátságos számpárokra az igaz, hogy a pár egyik tagjának valódi osztói a pár másik tagját adják ki összegként, tehát itt az egyet nem vesszük figyelembe.
Példa:
48 valódi osztói 2, 3, 4, 6, 8, 12, 16 és 24. A 75 valódi osztói 3, 5, 15 és 25. 48 valódi osztóinak összege {\displaystyle 2+3+4+6+8+12+16+24=75}, és 75 valódi osztóinak összege {\displaystyle 3+5+15+25=48}.
Az első valódi barátságos számpárok (48, 75), (140, 195), (1050, 1925) és (1575, 1648)   (A005276 sorozat az OEIS-ben).

### Barátságos hurkok
Ha egy számból kiindulva sorozatot képezünk azzal a szabállyal, hogy a sorozat következő eleme az előző elem önmagával nem egyező osztóinak összege, akkor barátságos láncokhoz jutunk. Egy ilyen lánc végződhet prímszámban, tökéletes számban, vagy ciklizálni kezdhet, befutva egy barátságos számpárba, vagy egy barátságos hurokba.
Példák barátságos hurkokra:
- öt elem: 12 496, 14 288, 15 472, 14 536, 14 264
- huszonnyolc elem:

14 316, 19 116, 31 704, 47 616, 83 328, 177 792, 295 488, 629 072, 589 786, 294 896, 358 336, 418 904, 366 556, 274 924, 275 444, 243 760, 376 736, 381 028, 285 778, 152 990, 122 410, 97 946, 48 976, 45 946, 22 976, 22 744, 19 916, 17 716
2007 novemberében 150 barátságos hurkot ismertek: A kettőnél hosszabb barátságos hurkok listája

## Lásd még
- Tökéletes számok
- Hiányos számok
- Bővelkedő számok
- OEIS